# Peter Ramseier
Peter Ramseier (* 29. November 1944; † 10. Oktober 2018) war ein Schweizer Fussballspieler, der mit dem FC Basel in den Jahren 1967, 1969, 1970, 1972, 1973 und 1977 sechs Mal die Schweizer Meisterschaft gewonnen hat.

## Laufbahn

### Verein, bis 1978
Der 1966 von Cantonal zum FC Basel gekommene Abwehrspieler Peter «Rämsi» Ramseier – Toni Schnyder und Peter Wenger waren weitere Neuzugänge – feierte 1966/67 mit einem Punkt Vorsprung gegenüber dem FC Zürich in seiner ersten Saison in der Mannschaft von Spielertrainer Helmut Benthaus sogleich den Titelgewinn und mit einem 2:1-Erfolg gegen Lausanne auch den Cup-Triumph. Benthaus selbst schreibt diesen Erfolg «in erster Linie der konditionellen Überlegenheit gegenüber der Konkurrenz zu». «Kraft, Ausdauer und Härte – das waren die ausschlaggebenden Komponenten unserer Erfolgsmischung», gibt er weiter in seinem Rückblick 2001 an.
Ramseier gehörte dem Spielerkreis des FC Basel an, der zwischen Juni 1968 und August 1972 – eine Serie von 52 Partien ohne Heimniederlage – im «Joggeli» ungeschlagen blieb. Er wurde zum Sinnbild des damals neuen Benthaus-Fussballs, der neben dem technischen Rüstzeug auch athletische Vorzüge voraussetzte. Beim zweiten Meisterschaftserfolg 1968/69 – mit einem Punkt vor Lausanne-Sports – war das Mittelfeld mit Jürgen Sundermann, Karl Odermatt und Benthaus spielerisch dominierend besetzt, und in der Abwehr begann «Rämsi» Ramseier seinen Ruhm zu begründen, Odermatts wichtigster Helfer zu sein.
Bis zur Runde 1972/73 hielt der permanente Erfolg des FC Basel an. Drei weitere Titelgewinne kamen hinzu, und 1971 verhinderte lediglich eine 3:4-Niederlage nach Verlängerung im Entscheidungsspiel gegen den Grasshopper Club Zürich fünf Meisterschaftserfolge in Serie. Die Dauerrivalen aus Zürich, GC und FC, verhinderten in dieser Ära den totalen Erfolg. Der FC Zürich setzte sich in den drei Finals des Cup-Wettbewerbs 1970, 1972 und 1973 gegen Ramseier und Kollegen durch. Aber auch im Cup kam 1975 für den Defensivakteur und seine Mannschaftskameraden Marcel Kunz, Karl Odermatt, René Hasler, Otto Demarmels, Walter Balmer und Ottmar Hitzfeld ein weiterer Erfolg hinzu. Am 31. Mai 1975 wurde mit 3:1 Toren der Final gegen den FC Winterthur gewonnen.
Für «Rämsi» Ramseier endete die grosse Zeit mit dem FC Basel durch den sechsten Titelgewinn 1976/77, als die Benthaus-Elf das Entscheidungsspiel am 28. Juni mit 2:1 Toren gegen Servette Genf für sich entscheiden konnte. An diesem Erfolg hatte die Abwehr um Walter Mundschin und Peter Ramseier entscheidenden Anteil.
Von 1968/69 bis 1977/78 hatte die konstante Defensivgrösse in den verschiedenen Europacupwettbewerben 17 Spiele für Basel absolviert und in den Jahren 1969 und 1970 den Alpencup gegen Bologna und Florenz gewonnen. Nach der Saison 1977/78 beendete der Defensivakteur nach zwölf Jahren Aktivität für Basel seine Spielerlaufbahn. Als Funktionär war er mehr als 20 Jahre lang Senioren-Obmann bei den Rotblauen.

### Nationalmannschaft, 1968 bis 1973
Den ersten Einsatz in der Nationalmannschaft hatte der Abwehrspieler des FC Basel unter Trainer Erwin Ballabio am 17. April 1968 im heimischen St. Jakob-Stadion in Basel beim Freundschaftsspiel gegen Deutschland. In der Verteidigung agierte er an der Seite von Bruno Michaud und Ely Tacchella, und in Verbindung mit den Mittelfeldstrategen Jakob Kuhn und Karl Odermatt trotzte die «Nati» der Mannschaft von Bundestrainer Helmut Schön ein torloses 0:0 ab. Dem DFB-Angriff mit Horst Köppel, Uwe Seeler, Johannes Löhr und Georg Volkert dabei keinen Torerfolg ermöglicht zu haben, sprach für die Defensivleistung der Gastgeber. Ramseier kam in den Qualifikationsspielen zur Fussballweltmeisterschaft 1970 gegen Griechenland, Rumänien und Portugal zum Einsatz, ebenso in den Qualifikationsspielen zur Fussballeuropameisterschaft 1972 wiederum gegen Griechenland, Malta und England sowie auch in der Qualifikation zur Fussballweltmeisterschaft 1974 in Deutschland in den Spielen gegen Italien, Luxemburg und die Türkei. Ramseier konnte sich mit der «Nati» für keines dieser Turniere qualifizieren.
Es ragten aber trotzdem einzelne Spiele dabei heraus. Am 16. April 1969 verteidigte er mit Mario Prosperi, Bruno Michaud, Ely Tacchella und Pirmin Stierli im Estádio José Alvalade XXI in Lissabon so konsequent, dass Portugal das Heimspiel in der WM-Qualifikation durch zwei Treffer von Georges Vuilleumier mit 0:2 Toren verlor. Das 1:1-Remis am 10. November 1971 in der EM-Quali vor 90'423 Zuschauern im Londoner Wembley-Stadion gegen England mit deren Könnern Shilton, Moore, Summerbee, Ball, Hurst und Lee war ein Höhepunkt in der Karriere von Ramseier. Auch das 0:0-Unentschieden am 21. Oktober 1972 vor 58'000 Zuschauern im Wankdorf in Bern in der WM-Qualifikation gegen die «Squadra Azzurra» mit Zoff, Rosato, Burgnich, Mazzola, Capello, Chinaglia, Rivera und Riva war für Ramseier und Kollegen – Mario Prosperi, Walter Mundschin, Angelo Boffi, Rene Hasler, Karl Odermatt, Jakob Kuhn, Pierre-Albert Chapuisat, Walter Balmer, Kurt Müller und Daniel Jeandupeux – mehr als nur ein Achtungserfolg.
Nach seinem 28. Länderspieleinsatz am 22. Juni 1973 in Bern gegen Schottland beendete Ramseier unter dem damaligen Coach René Hüssy mit einem 1:0-Erfolg seine «Nati»-Karriere.
Er starb im Oktober 2018 im Alter von 73 Jahren.